# Liacarus nigrescens
Liacarus nigrescens är en kvalsterart som beskrevs av Pearce 1906. Liacarus nigrescens ingår i släktet Liacarus och familjen Liacaridae. Inga underarter finns listade i Catalogue of Life.